# Portugals historie
Portugals historie tager sit udgangspunkt i den tidlige middelalder. I opdagelsestiden i det 15. og 16. århundrede udviklede landet sig til en verdensmagt da det opbyggede et enormt imperium med besiddelser i Sydamerika, Afrika, Asien og Australasien. De følgende to århundreder mistede Portugal en stor del af sin velstand og status i takt med, at Holland, England og Frankrig overtog en større andel af krydderi- og slavehandelen ved at omringe eller erobre de vidt spredte portugisiske handelsposter og territorier, så landet derved havde få ressourcer at forsvare sine oversøiske interesser med.
Tegnene på en militær nedgangstid begyndte med to katastrofale slag: Slaget ved Alcácer Quibir i 1578 og Spaniens fejlslagne forsøg på at erobre England i 1588 (Portugal var dengang i personalunion med Spanien). Landet blev yderligere svækket ved jordskælvet i Lissabon 1755, hvor store dele af hovedstaden blev ødelagt, ved landets besættelse under Napoleonskrigene og ved tabet af Brasilien i 1822. Fra midten af det 19. århundrede frem til slutningen af 1950'erne emigrerede næsten 2 mio. portugisere til Brasilien eller USA. I 1910 fjernede en revolution monarkiet, og efter en periode med republik uden succes, gik magten efter et militærkup i 1926 til et diktatur, som fortsatte indtil nellikerevolutionen i 1974, hvor landet blev et demokrati.
Portugal var blandt de første medlemmer af NATO, OECD og EFTA. Landet blev medlem af EF i 1986.

## Oprindelse
Landet Portugals navn er afledt af den gamle romerske betegnelse Portus Cale. Cale var navnet på en tidlig bebyggelse ved mundingen af Douro floden, som har udløb i Atlanterhavet i den nordlige del Portugal. Omkring 200 f.v.t. erobrede romerne den Iberiske halvø fra fønikerne under den Anden puniske krig. I den forbindelse erobrede de Cale og omdøbte den til Portus Cale. I middelalderen blev regionen omkring Portus Cale kaldt Portucale af Sveber og Visigoter. Navnet Portucale ændredes til Portugale i løbet af det 7. og 8. århundrede, og i det 9. århundrede blev navnet i vidt omfang anvendt som betegnelse om regionen mellem floderne Douro og Minho. Minhos løb skulle blive nordgrænsen mellem Portugal og Spanien. I det 11. og 12. århundrede blev Portugale allerede omtalt som Portugal.
Etymologien af navnet Cale er et mysterium, og det samme er identiteten af byens grundlæggere. Nogle historikere mener, at det var grækere, der var de første som bosatte sig i Cale og at navnet er afledt af det græske ord kallis (καλλις), 'smuk', som en reference til skønheden i Dourodalen.[kilde mangler] Andre hævder at Cale stammer fra sproget blandt Gallaeci folket som stammede fra det omgivende område (se nedenfor). Andre igen mener, at Cale er et keltisk navn, som mange andre i regionen. Ordet cale eller cala, skulle betyde 'havn', eller 'vig' og indebar at der havde været en ældre keltisk havn. Andre igen hævder, at det er stammen i Gallaecia. Endnu en teori hævder at det er afledt fra Caladunum.
Uanset hvad, så er Portu delen af navnet Portucale blevet til Porto, det moderne navn for byen, som ligger på stedet, hvor den antikke by Cale lå ved mundingen af Douro. Og portvin blev betegnelsen for vin fra Douro dalen omkring Porto. Navnet Cale genfindes i dag i Gaia (Vila Nova de Gaia), en by på flodens venstre bred.

## Yngre stenalder
Det nuværende Portugal var beboet af Neandertaler og derpå af Homo sapiens, som strejfede omkring på den nordlige iberiske halvø. Dette var jæger og samler samfund, og selv om de ikke grundlagde velstående bosættelser, dannede de organiserede samfund. I den yngre stenalder eksperimenterede man i Portugal med at tæmme husdyr, avle korn og fiske.
Tidligt i det første årtusinde før vor tidsregning invaderede adskillige bølger af kelter Portugal fra Centraleuropa og smeltede sammen med de lokale befolkning, hvorved der dannedes en række etniske grupper med mange stammer.
I den sydlige del af landet var der nogle små halv-permanente handelsstationer ved kysten, som var grundlagt af fønikerne såsom Tavira, i Algarve.
Ifølge John Koch  Cunliffe, Karl, Wodtko, Villar og andre forskere kan den keltiske kultur have haft sit udspring i det sydlige Portugal og sydvestlige Spanien
500 år tidligere end i Centraleuropa. Det tartessianske sprog fra Sydportugal, som John T. Koch hævder at have oversat, accepteres af et stigende antal sprogforskere, såsom Villar og Ballester m.fl. for at være det tidligste keltiske sprog.

## Romerske provinser
Den første romerske invasion af den iberiske halvø fandt sted i 219 f.Kr. I løbet af 200 år blev næsten hele halvøen annekteret af det romerske imperium. Khartagerne, Roms fjende i de puniske krige blev fordrevet fra deres kolonier langs kysten.
Den romerske erobring af det, der i dag er en del af Portugal, tog flere årtier. Den begyndte sydfra, hvor romerne fandt venligtsindede indfødte i Conii. Den blev ramt af et alvorligt tilbageslag i 194 f.Kr., da der udbrød et oprør i nord. Lusitanierne og andre indfødte stammer under Viriathus fik kontrol over hele Portugal. Rom sendte adskillige legioner og sine bedste generaler til Lusitania for at nedkæmpe oprøret, men uden held. De romerske ledere besluttede at ændre strategi. De bestak Viriathus' ambassadør til at dræbe deres egen leder. Viriathus blev myrdet, og modstanden var snart ovre.
Rom etablerede en koloniadministration. I denne periode voksede velstanden i Lusitania og mange af vore dages portugisiske byer blev grundlagt. I 27 f.Kr. fik Lusitania status af romersk provins. Senere blev der dannet en nordlig provins af Lusitania – kaldet Gallaecia, med hovedstad i Bracara (nutidens Braga).

## Germanske kongeriger
I begyndelsen af det 5. århundrede invaderede germanske stammer halvøen. Det drejede sig om sveber, vandaler og deres allierede sarmater og alaner. Kun svebernes kongerige (quader and markomanner) overlevede efter at en ny bølge af germaner – visigoterne – invaderede og erobrede hele den iberiske halvø og fordrev eller delvis assimilerede vandalerne og alanerne. Visigoterne erobrede til sidst svebernes kongerige og deres hovedstad Bracara i 584–585.
Den germanske buristamme ledsagede også sveberne i deres invasion af den iberiske halvø og kolonisering af Gallaecia (det nordlige Portugal og Galicien). Burierne bosatte sig i området mellem de to floder Cávado og Homem. Siden da har området heddet Terras de Boiro eller Terras de Bouro (buriernes land).
Der er desuden fundet rester fra 5. århundrede af alanernes bosættelser i Alenquer, Coimbra og endda i Lissabon.

## Morerne og Reconquista
I foråret 711 gik islamiske maurer (fortrinsvis berbere og nogle arabere) i land nær Algeciras på den iberiske halvø, og knuste det visogotiske kongerige. Mange af de fordrevne adelige søgte tilflugt i det ubesatte asturiske højland. Herfra havde de til hensigt at generobre deres land fra maurerne.[kilde mangler] Denne generobringskrig kaldes på spansk og portugisisk for Reconquista.
I 868 generobrede og regerede grev Vímara Peres området mellem floderne Minho og Douro. Dengang kaldtes området for Portucale (dvs. Portugal).
Selv om det oprindelig var underlagt kongeriget León var Portugal ind imellem de facto uafhængigt under svage leonesiske konger.
Portugal fik sin første de jure uafhængighed (som kongeriget Galicien og Portugal) i 1065 under kong Garcia 2. På grund af feudale magtkampe gjorde portugisiske og galiciske adelige oprør. I 1072 vendte landet tilbage til kongeriget León under Garcia 2.'s bror Alfons 6. af León.

## Portugals selvstændighed
I 1095 blev Portugal næsten helt udskilt af kongeriget Galicien. Dets område bestod fortrinsvis af bjerge, moser og skove og var afgrænset mod nord af floden Minho og mod syd af floden Mondego.
I slutningen af det 11. århundrede blev ridderen Henrik af Burgund greve af Portugal, forsvarede sin uafhængighed og sluttede Portugal sammen med Coimbra. Henrik erklærede Portugal for uafhængigt, mens der var krig mellem León og Castilien.
Henrik døde uden at opnå sine mål. Hans søn Alfons 1. overtog ledelsen af grevskabet. Byen Braga, det uofficielle katolske centrum på den iberiske halvø, stod overfor nye konkurrenter i andre regioner. Lederne i byerne Coimbra og Porto (dengang Portucale) og de gejstlige i Braga krævede uafhængighed for den fornyede grevskab.
Portugal sporer sin oprindelse til den 24. juni 1128 og slaget ved São Mamede. Alfons udråbte først sig selv til Prins af Portugal og i 1139 til den første konge af Portugal.
Med hjælp fra en repræsentant for paven i Rom blev Portugal med Traktaten i Zamora i 1143 formelt anerkendt som uafhængig, og prinsen blev anerkendt som Dux Portucalensis. I 1179 blev Alfons af paven udnævnt til konge. Efter slaget ved São Mamede blev Guimarães Portugals første hovedstad, og herfra regerede kongen. Senere, da Portugal allerede var blevet anerkendt som selvstændigt, regerede han fra Coimbra.
I 1249-1250 blev den sydligste region i Portugal generobret fra Maurerne. I 1225 blev Lissabon hovedstad. Nabolandet Spanien afsluttede først sin Reconquista i 1492 næsten 250 år senere.
Portugals landgrænser har været bemærkelsesværdigt stabile gennem tiden. Grænsen til Spanien har ligget så godt som fast siden det 13. århundrede. Traktaten i Windsor skabte en alliance mellem Portugal og England, som fortsat er i kraft. Fra tidernes morgen har fiskeri og oversøisk handel været de vigtigste erhverv. Henrik Søfarerens interesse i opdagelsesrejser kædet sammen med nogle teknologiske forbedringer, gjorde Portugals ekspansion mulig og førte til store fremskridt indenfor geografi, matematik, videnskabelig viden og teknologi ikke mindst skibsteknik.

## Opdagelsestiden og det portugisiske imperium
I det 15. og 16. århundrede var Portugal en af Europas førende magter på linje med England, Frankrig og Spanien, hvad angår økonomisk, politisk og kulturel indflydelse. Selv om landet ikke var dominerende indenfor europæiske forhold, havde Portugal et omfattende handelsimperium over hele kloden støttet af et stærkt søherredømme – et thalassokrati.

### Ceuta
Den 25. juli 1415 markerede begyndelsen på det portugisiske imperium, da den portugisiske armada afsejlede mod det rige islamiske handelscentrum Ceuta i Nordafrika med kong Johan 1. og hans dronning Phillipa af Lancaster og deres sønner Duarte (senere konge), prins Pedro, prins Henrik Søfareren (født i Porto i 1394) og prins Alfons samt den legendariske portugisiske helt Nuno Álvares Pereira. Den 21. august 1415 blev Ceuta, der ligger på Nordafrikas kyst lige overfor Gibraltar erobret af Portugal, og det sejlivede portugisiske imperium var grundlagt. Erobringen af Ceuta var blevet hjulpet af, at der siden 1411 havde raset en borgerkrig mellem muslimerne i Nordafrika. Den samme borgerkrig mellem muslimerne forhindrede at Ceuta blev generobret fra portugiserne da Muhammad 9. ("den venstrehåndede"), sultan af Granada, belejrede Ceuta og forsøgte at koordinere styrkerne i Marokko og forsøgte at få hjælp til belejringen fra Tunis. Det muslimske forsøg på at generobre Ceuta slog fejl, og byen forblev i det nye portugisiske imperium. Nye skridt blev snart taget, som skulle udvide imperiet.

### Øerne i Atlanterhavet
I 1418 blev to af Henrik Søfarerens skibe under kaptajnerne João Gonçalves Zarco og Tristão Vaz Teixeira drevet af en storm til en ø, som de kaldte Porto Santo ("Den hellige havn") i taknemmelighed over, at de blev reddet fra skibbrud. I 1419 gik João Gonçalves Zarco i land på Madeira. Den ubeboede ø Madeira blev koloniseret af portugiserne i 1420. Mellem 1427 og 1431 blev de fleste af øerne Azorerne opdaget, og disse ubeboede øer blev koloniseret af portugiserne i 1445. Ligeledes blev de Kanariske Øer opdaget af portugiserne, men Castilien gjorde indsigelse mod alle portugisiske krav på øerne, og derfor blev der ikke gennemført nogen portugisisk kolonisation. Øerne blev senere en del af det spanske imperium.
I 1434 rundede Gil Eanes Kap Bojador, syd for Marokko. Rejsen markerede begyndelsen på den portugisiske udforskning af Afrika. Indtil da vidste man ikke meget i Europa om, hvad der lå syd for forbjerget. I slutningen af det 13. århundrede og begyndelsen af det 14. århundrede omkom de som forsøgte at udforske området, hvilket gav anledning til myter som søuhyrer. Det kom til tilbageslag. I 1436 anerkendte paven at de Kanariske Øer skulle tilhøre Castilien, de havde tidligere tilhørt Portugal. Ligeledes blev portugiserne besejret, da de i 1438 forsøgte at erobre Tanger.
Portugiserne gav imidlertid ikke op. I 1448 blev der bygget et vigtigt fæstningsværk på øen Arguim ud for Mauritaniens kyst. Det fungerede som handelspost i handelen med Afrika. Nogle år tidligere var det første afrikanske guld blevet bragt til Portugal, uden om de arabiske karavaner, som krydsede Sahara. Nogle år senere udforskede karaveller Guineabugten, hvilket førte til opdagelsen af adskillige ubeboede øer: Kap Verde, Fernão Póo, São Tomé, Principe og Annobón. Den 13. november 1460 døde Henrik Søfareren. Han havde været den drivende kraft bag alle de portugisiske opdagelser indtil da. Lige efter Henriks død fulgte der en pause i opdagelserne, men Henriks støtte til opdagelsesrejser havde vist, at der var fortjeneste, at hente i den handel som fulgte efter opdagelsen af nyt land. Da opdagelsesrejserne blev genoptaget, var det private købmænd, som førte an i bestræbelserne på at udvide handelsruterne ned langs Afrikas kyst. I 1470'erne nåede portugisiske handelsskibe til Guldkysten.
Endelig erobrede portugiserne Tanger i 1471 efter mange års forsøg. 11 år senere blev fæstningen São Jorge da Mina bygget i byen Elmina ved Guldkysten i Guineabugten. Christoffer Columbus var om bord på den flåde af skibe, som førte materialer og byggearbejdere til Elmina på denne rejse i december 1481. I 1483 nåede Diogo Cão til Congofloden og udforskede den.

### Vejen til Indien
I 1484 afviste Portugal officielt Christoffer Columbus' ide om at sejle vest på til Indien, fordi den forekom usandsynlig. Nogle historikere har hævdet, at portugiserne allerede havde udført temmelig præcise beregninger af, hvor stor jorden var, og derfor vidste, at det ville kræve en meget længere rejse at nå til Indien ved at sejle mod vest end ved at sejle mod øst; men dette spørgsmål er stadig omstridt[kilde mangler]. Således begyndte den langvarige strid, som til sidst blev løst ved underskrivelsen af Traktaten i Tordesillas med Spanien i 1494. Traktaten opdelte den stort set uopdagede verden ligeligt mellem spanierne og portugiserne langs en nord-sydgående meridian 370 mil eller 1.770 km vest for Kap Verde øerne, således at alt land mod øst tilhørte Portugal og alt land mod vest tilhørte Spanien.
En bemærkelsesværdig bedrift var rundingen af Kap det gode Håb som Bartolomeu Dias gennemførte i 1487. Rigdommene i Indien var hermed indenfor rækkevidde. Navnet på dette forbjerg skyldes muligheden for en givtig handel på østen. I 1489 overdrog kongen af Bemobi sit rige til portugiserne og blev kristen. Mellem 1491 og 1494 udforskede Pêro de Barcelos og João Fernandes Lavrador Nordamerika. Samtidig nåede Pêro da Covilhã til Ethiopien over land. Vasco da Gama sejlede til Indien og ankom til Calicut den 20. maj 1498, og vendte tilbage til hæder i Portugal året efter. Jerónimosklosteret blev bygget og indviet til opdagelsen af søvejen til Indien.
I foråret 1500 satte Pedro Álvares Cabral sejl fra Kap Cape Verde med 13 skibe og deres besætninger og en række adelige heriblandt Nicolau Coelho, Bartolomeu Dias og hans bror Diogo, Duarte Pacheco Pereira (forfatteren af Esmeraldo), 9 præster og ca. 1.200 mand. Fra Kap Verde sejlede de mod sydvest over Atlanten. Den 22. april 1500 fik de land i sigte. De gik i land og tog landet i besiddelse for Portugal. Dette var kysten af det, som senere blev den portugisiske koloni Brasilien.
Det egentlige mål med ekspeditionen var imidlertid at åbne handelsruter over havet til rigerne mod øst. Handelen med Østen havde i praksis været afskåret siden Konstantinopels fald i 1453.
Derfor undlod Cabral at udforske den brasilianske kyst og sejlede mod sydøst tilbage over Atlanten og rundt om Kap det gode Håb. Cabral nåede Sofala på Afrikas østkyst i juli 1500. Senere blev der i 1505 grundlagt et portugisisk fort her, og landet omkring fortet blev til den portugisiske koloni Mozambique. Derpå sejlede de mod øst og gik i land i Calicut i Indien i september 1500. Her købte de peber og åbnede derved for europæisk handel over søvejen med rigerne i Østen. Den islamiske besættelse af Konstantinopel var ikke længere en barriere mellem Europa og Østen. Ti år senere i 1510 erobrede Afonso de Albuquerque Goa på Indiens vestkyst efter forgæves at have forsøgt at erobre og besætte Calicut militært.
Hermed blev portugiserne de første som for alvor indledte det vi i dag kalder globalisering.
João da Nova opdagede Ascension i 1501 og Sankt Helena i 1502; Tristão da Cunha var den første som fik øje på det øhav, som stadig bærer hans navn i 1506. I 1505 var Francisco de Almeida beskæftiget med at forbedre den portugisiske handel med Fjernøsten. Derfor sejlede han til Østafrika. Adskillige små islamiske stater langs kysten af Mozambique, Kilwa, Brava og Mombasa blev ødelagt eller blev undersåtter eller allierede af Portugal. Almeida sejlede derpå til Cochin, sluttede fred med den lokale regent og byggede et fort af sten.
De to millioner portugiserne regerede et enormt imperium med mange millioner indbyggere i Amerika, Afrika, Mellemøsten og Asien. I 1514 var portugiserne nået til Kina og Japan. I det indiske ocean opdagede et af Cabrals skibe Madagaskar (1501), som blev delvis udforsket af Tristão da Cunha (1507). Mauritius blev opdaget i 1507, Socotra blev besat i 1506 og samme år besøgte Lourenço de Almeida Ceylon.
I det Røde Hav var Massawa det nordligste punkt, som blev anløbet af portugiserne indtil 1541, hvor en flåde under Estevão da Gama trængte helt op til Suez. Hormuz Ø i den Persiske Bugt, blev erobret af Afonso de Albuquerque i 1515, og han indledte også diplomatiske forbindelser med Persien. I 1521 erobrede en styrke under Antonio Correia Bahrain og indledte hermed en periode på næsten 80 år med portugisisk styre i den Persiske Bugts øhav.
På det asiatiske fastland blev de første handelsstationer grundlagt af Pedro Álvares Cabral ved Cochin og Calicut (1501). Af større betydning var erobringerne af Goa (1510) og Melaka (1511) ved Afonso de Albuquerque samt erhvervelsen af Diu (1535) ved Martim Afonso de Sousa. Øst for Melaka sendte Albuquerque Duarte Fernandes af sted som udsending til Siam (nu Thailand) i 1511, og sendte to ekspeditioner til Molukkerne (1512, 1514), som grundlagde de portugisiske besiddelser i det Malayiske Øhav. Portugiserne grundlagde deres base på "Krydderiøerne" på øen Ambon. Fernão Pires de Andrade besøgte Canton i 1517 og åbnede handelen med Kina, hvor portugiserne i 1557 fik tilladelse til at besætte Macau. Japan, som ved et tilfælde var blevet nået af tre portugisiske købmænd i 1542, tiltrak sig snart et stort antal købmænd og missionærer. I 1522 lykkedes det, et af skibene i den ekspedition Ferdinand Magellan havde organiseret i spansk tjeneste, at gennemføre den første jordomsejling.
I slutningen af det 15. århundrede forviste Portugal nogle sefardiske jøder sammen med de flygtninge, som ankom fra Castilien og Aragonien efter 1492. Desuden blev mange jøder tvunget til at konvertere til katolicismen og forblev i landet som konvertitter. Mange blev i hemmelighed ved med at være jøder med fare for at blive ramt af den portugisiske inkvisition. I 1506 blev 3.000 konvertitter massakreret i Lissabon.

## Krisen i 1580, Den iberiske Union og imperiets nedgangstid
Mens han førte krig i Marokko døde den unge kong Sebastian den 4. august 1578 uden at efterlade sig en arving, og uden at hans lig blev fundet. Hans død førte til en strid om arvefølgen i Portugal. Den døde konges aldrende grandonkel, kardinal Henrik, blev konge. Imidlertid døde Henrik blot to år senere den 31. januar 1580. Portugal var bekymret over opretholdelsen af sin uafhængighed og søgte hjælp til at finde en ny konge. Filip 2. af Spanien var på mødrende side barnebarn af kong Emanuel 1., og på det grundlag krævede han den portugisiske trone. Hans modstander var António, Prior af Crato, den illigitime søn af en af Emanuel 1.'s yngre sønner. Som følge heraf invaderede Spanien Portugal efter Henriks død, og den spanske konge blev til Filip 1. af Portugal i 1580 og det spanske og det portugisiske imperium kom under fælles styre. Dette førte imidlertid ikke til en afslutning på modstanden mod spansk styre. Prioren af Crato holdt ud på Azorerne indtil 1583, og forsatte med aktivt at genvinde tronen indtil sin død i 1595.
Bedragere hævdede at være kong Sebastian i 1584, 1585, 1595 og 1598. "Sebastiantisme" myten om at den unge konge vil komme tilbage til Portugal en skønne dag, har holdt sig indtil nyere tid.
Efter det 16. århundrede oplevede Portugal et gradvist fald i sin rigdom. Portugal var officielt en selvstændig stat, men i virkeligheden blev landet regeret af spanierne fra 1580 til 1640. Consejo de Portugal var ikke mere uafhængigt end, at det var en af de vigtigste administrative enheder, som det castilianske monarki rådede over, og juridisk var på linje med Consejo de Indias.
Sammenlægningen af de to riger gjorde at Portugal ikke længere kunne føre en uafhængig udenrigspolitik, og Spaniens fjender blev også Portugals. England havde været Portugals allierede siden Traktaten i Windsor i 1386. Krig mellem Spanien og England førte til en forværring af forholdet til Portugals ældste allierede og tabet af Hormuz Ø. Fra 1595 til 1663 førte den Hollandsk-portugisiske krig til invasioner af mange lande i Asien og gener for handelen i Japan, Afrika og Sydamerika. I 1624 erobrede hollænderne Bahia, hovedstaden i Brasilien. I 1630 erobrede hollænderne Pernambuco i det nordlige Brasilien. Traktaten i 1654 returnerede Pernambuco til portugiserne. Både englænderne og hollænderne fortsatte med at prøve at få kontrol over såvel den atlantiske slavehandel som handelen med krydderier i Fjernøsten.
Det hollandske indfald i Brasilien var langvarigt og besværligt for Portugal. Hollænderne erobrede en stor del af den brasilianske kyst herunder Bahia, Salvador, Recife, Pernambuco, Paraíba, Rio Grande do Norte, Ceará og Sergipe, mens hollandske kaperskibe opbragte portugisiske skibe i både Atlanterhavet og det Indiske Ocean. Denne udvikling vendte efter en stor spansk-portugisisk militæroperation i 1625. Den blev grundlaget for tilbageerobringen af de resterende hollandsk besatte områder. De andre mindreudviklede områder blev genvundet skridt for skridt og befriet for hollandsk sørøveri i de følgende 20 år af lokal modstand og portugisiske ekspeditionsstyrker. Efter opløsningen af den Iberiske Union i 1640 genvandt Portugal kontrollen over nogle af de tabte områder i det portugisiske imperium.

## Restaurationskrig og afslutningen på unionen
Derhjemme var live roligt og alvorligt under de to første spanske konger. De opretholdt Portugals status, gav fremtrædende stillinger til portugisiske adelige ved hoffet og Portugal opretholdt egen lovgivning, valuta og administration. Det blev endda foreslået at flytte den spanske hovedstad til Lissabon. Senere forsøgte Filip 4. at gøre Portugal til en spansk provins og portugisiske adelige mistede indflydelse. Af denne grund, samt på grund af det generelle pres på den spanske krones finanser under Trediveårskrigen, blev hertugen af Braganza, som tilhørte den portugisiske højadel og var efterkommer af kong Emanuel 1. den 1. december 1640, udråbt som kong Johan 4. og uafhængighedskrigen mod Spanien begyndte. Guvernørerne i Ceuta anerkendte ikke den nye konge og forblev tro mod Spanien. Selv om Portugal stort set havde opnået sin uafhængighed fortsatte spanierne med at forsøge at genvinde kontrollen i de følgende 28 år og accepterede først Portugals uafhængighed i 1668.
I det 17. århundrede udvandrede portugisere i stort tal til Brasilien. I 1709 forbød Johan 5. udvandring, da Portugal havde mistet en betydelig del af sin befolkning. Brasilien blev omdannet til et vicekongedømme.

## Den pombalinske periode
I 1738 påbegynde Sebastião de Melo, som var en talentfuld søn af en adelsmand i Lissabon, en diplomatisk karriere som Portugals ambassadør i London og senere i Wien. Den portugisiske dronning ærkehertuginde Maria Anne Josefa af Østrig, var glad for Melo; og efter hans første kones død, sørgede hun for, at han blev gift med datteren af den østrigske feltmarskal Leopold Josef, greve af Daun. Kong Johan 5. af Portugal, var imidlertid ikke tilfreds, og tilbagekaldte Melo til Portugal i 1749. Johan 5. døde det følgende år, og hans søn Josef 1. af Portugal overtog kronen. I modsætning til sin far var Josef meget glad for de Melo, og med kongemoderens godkendelse udpegede han de Melo til udenrigsminister. Efterhånden som kongens tiltro til de Melo voksede, betroede kongen ham med større kontrol over staten.
I 1755 var Sebastião de Melo blevet premierminister. Han var imponeret over den økonomiske succes han havde oplevet, mens han var ambassadør i Storbritannien, og han indførte med held en tilsvarende økonomisk politik i Portugal. Han afskaffede slaveriet i Portugal og i de portugisiske kolonier i Indien, reorganiserede hæren og flåden, restrukturerede Universitetet i Coimbra og ophævede distriminationen mod forskellige kristne sekter i Portugal.
Men Sebastião de Melos største reformer var økonomiske og finansielle. Han oprettede adskillige virksomheder og gilder til at regulere enhver økonomisk aktivitet. Han afgrænsede det område, hvori der kunne fremstilles portvin for at sikre vinens kvalitet, og det var det første forsøg på at kontrollere vins kvalitet og produktion i Europa[kilde mangler]. Han regerede med en hård hånd ved at håndhæve loven overfor alle klasser i det portugisiske samfund fra højadelen til den fattigste arbejder[kilde mangler]. Han gennemførte samtidig en gennemgribende gennemgang af landets skattesystem. Disse reformer gav ham fjender i overklassen, især blandt højadelen, som afskyede ham som en opkomling.
Portugal blev ramt af en katastrofe om morgenen den 1. november 1755, da Lissabon blev ramt af et kraftigt jordskælv med en styrke der vurderes til 9 på Richterskalaen. Byen blev jævnet med jorden af jordskælvet og den efterfølgende tsunami samt af de brande der fulgte. Sebastião de Melo overlevede ved et tilfælde, og gav sig herefter straks til et genopbygge byen med sine berømte ord: "Hvad nu? Vi begraver de døde og bespiser de levende."[kilde mangler]
Trods katastrofen blev Lissabon ikke ramt af epidemier og i løbet af mindre end et år var genopbygningen i gang. Det nye centrum i Lissabon blev udformet så det kunne modstå fremtidige jordskælv. Der blev bygget modelhuse, og effekten af et jordskælv blev simuleret ved at lade tropper marchere rundt om modellerne. Bygningerne og de store pladser i det pombalinske centrum af Lissabon er stadig en af byens turistattraktioner: de udgør verdens første jordskælvssikre bygninger. Sebastião de Melo leverede også et vigtigt bidrag til studiet af seismologi ved at udforme et spørgeskema, som blev sendt til alle sogne i landet.
Efter jordskælvet gav Josef 1. sin premierminister endnu mere magt og Sebastião de Melo blev en magtfuld fremskridtvenlig diktator. Efterhånden som hans magt voksede, blev hans fjender mere talrige, og bitre stridigheder med højadelen blev mere hyppige. I 1758 blev Josef 1. såret under et mordforsøg. Távora familien og hertugen af Aveiro var indblandet og blev henrettet efter en hurtig retssag. Jesuitterne blev udvist af landet og deres rigdomme konfiskeret af kronen. Sebastião de Melo viste ingen nåde og retsforfulgte alle involverede, selv kvinder og børn.[kilde mangler] Det var det endelige skridt, som brød aristokratiets magt og sikrede ministerens sejr over sine fjender. På grund af hans hurtige løsning udnævnte Josef 1. sin loyale minister til greve af Oeiras i 1759.
Efter Távoraaffæren var der ingen opposition mod den nye greve af Oeiras. Han blev adlet til markis af Pombal i 1770 og regerede i praksis Portugal indtil Josef 1. døde i 1779. Historikere har hævdet, at selv om Pombals "oplysningstid" nok var langtrækkende, var den primært en metode til at udvide enevælden på bekostning af personlig frihed og især et instrument til at knuse opposition, undertrykke kritik og fremme kolonial økonomisk udnyttelse samt udvidelse af bogcensuren og konsolidere personlig kontrol og profit.
Den nye regent, dronning Maria 1. af Portugal, kunne ikke lide markisen (Se Távoraaffæren), og forbød ham at nærme sig mere end 30 km fra hende, og begrænsede herved hans indflydelse.

### Syvårskrigen
I 1762 forsøgte Frankrig og Spanien at tvinge Portugal til at slutte sig til den Bourbonske familiepagt ved at hævde, at Storbritannien var blevet for mægtig i Syvårskrigen. Josef afviste dette og hævdede, at hans alliance med Storbritannien fra 1704 ikke udgjorde nogen trussel.
I foråret 1762 invaderede spanske tropper Portugal nordfra og trængte frem til Douro, mens en anden kolonne erobrede Almeida og truede med at rykke mod Lissabon. Ankomsten af en styrke britiske tropper reddede Portugal fra nederlag[kilde mangler], blokerede den spanske fremrykning og drev de spanske tropper tilbage over grænsen efter slaget ved Valencia de Alcántara. Ved Traktaten i Paris i 1763 indvilligede Spanien i at tilbagelevere Almeida til Portugal.

## Kriser i det 19. århundrede
I 1807 nægtede Portugal at gå ind på Napoleon Bonapartes krav om at tilslutte sig kontinentalspærringen, som var en embargo mod britiske varer. Det førte til en fransk invasion under general Junot, og Lissabon blev erobret den 8. december 1807. Britisk intervention i Krigen på Den iberiske Halvø genoprettede Portugals uafhængighed efter at de sidste franske tropper var blevet fordrevet i 1812. Krigen kostede Portugal Olivenza, som nu tilhører Spanien. Rio de Janeiro i Brasilien var den portugisiske hovedstad mellem 1808 og 1821. I 1820 kom det til opstande blandt forfatningstilhængere i Oporto (24. august) og Lissabon (15. september). Lissabon blev igen hovedstad i Portugal, da Brasilien erklærede sig uafhængigt af Portugal i 1822.
Da Johan 6. døde i 1826 førte det til en arvefølgekrise. Hans ældste søn Pedro 1. af Brasilien, blev en kort overgang Peter 4. af Portugal, men hverken portugiserne eller brasilianerne ønskede et fælles monarki, og derfor abdicerede Peter fra den portugisiske trone til fordel for sin 7 årige datter, Maria 2. da Glória, på den betingelse, at når hun blev myndig, skulle hun gifte sig med hans bror, Mikael.[kilde mangler] Utilfredshed med Peters forfatningsreformer førte til at den "enevældige" fraktion af landejerne og kirken udråbte Mikael til konge i februar 1828. Dette førte til de Liberale krige, hvor Peter til sidst tvang Mikael til at afgive tronen og gå i eksil i 1834. Derpå satte Peter sin datter på tronen som dronning Maria 2.
I 1890 stillede den britiske regering Portugal et ultimatum, som blev afleveret den 11. januar. De tvang Portugal til at fjerne de portugisiske militærstyrker i området mellem de portugisiske kolonier Mozambique og Angola (hovedparten af vore dages Zimbabwe og Zambia). området var blevet taget i besiddelse af Portugal, som havde medtaget det på sit "lyserøde kort", men dette stred mod britiske ambitioner om at skabe en jernbaneforbindelse mellem Cairo og Kapstaden, og dermed forbinde sine kolonier fra nord til syd i Afrika. Dette diplomatiske sammenstød førte til adskillige protestbølger og bragte den portugisiske regering til fald. Det britiske ultimatum i 1890 blev dengang af portugisiske historikere og politikere anset for at være den mest skrækkelige og infame handling begået af briterne mod deres ældste allierede.

## Den første republik
Den første republik har i de senere år mistet mange historikere til Estado Novo. Som følge heraf er det svært at give et samlet overblik over den republikanske periode, da der stadig er mange huller i kendskabet til denne periode. Hvad angår revolutionen i oktober 1910 er der gennemført en række værdifulde studier, heriblandt Vasco Pulido Valentes polemiske afhandling. Denne historiker hævdede, at den jakobinske og bymæssige karakter af revolutionen, som blev gennemført af Portugals republikanske parti, og hævdede, at partiet havde ændret det republikanske styre til et faktisk diktatur. Denne fortolkning er i modstrid med ældre vurderingen af den første republik, som et fremskridtvenligt og i stigende grad demokratisk styre, som var klart anderledes end Salazars efterfølgende diktatur.
Revolutionen rettede sig straks mod den katolske kirke: kirker blev plyndret, klostre angrebet og præster og nonner blev generet. Den provisoriske regering var dårlig nok blevet etableret inden den begyndte at bruge hele sin energi på en antireligiøs politik, på trods af den katastrofale økonomiske situation. Den 10. oktober, fem dage efter udråbelsen af republikken, dekreterede den nye regering af alle klostre og alle religiøse ordener skulle undertrykkes. Alle religiøse blev udvist og deres gods konfiskeret. Jesuitterne blev tvunget til at opgive deres portugisiske statsborgerskab.[kilde mangler]
En række antikatolske love og dekreter fulgte i hurtig rækkefølge. Den 3. november blev der vedtaget en lov, som tillod skilsmisse. Herefter kom der love, som anerkendte børn født udenfor ægteskab som legitime, tillod kremering, sekulariserede kirkegårde, forbød al religiøs undervisning i skolerne og forbød brug af præstekjoler. Hertil kom at ringning med kirkeklokker og afholdelse af messer var underlagt visse begrænsninger og at offentlig fejring af religiøse højtider blev forbudt. Regeringen blandede sig endda i præsteseminariernes drift og forbeholdt sig ret til at udpege professorer og fastlægge undervisningsplaner. Hele rækken af love blev udformet af Afonso Costa og kulminerede i loven om adskillelse af kirke og stat som blev vedtaget den 20. april 1911.[kilde mangler]
En republikansk forfatning blev godkendt i 1911. Den indførte et parlamentarisk styre med begrænsede præsidentiale beføjelser og et parlament med to kamre. Republikken skabte dyb splittelse i det portugisiske samfund, især mellem den grundlæggende monarkistiske befolkning på landet, fagforeningerne og kirken. Selv det republikanske parti måtte opleve at dets mere moderate dele trådte ud og dannede konservative partier såsom det Portugisiske evolutionsparti og União Republicana. På trods af disse afspaltninger beholdt det republikanske parti under Afonso Costa sin dominans, ikke mindst på grund af en form for klientpolitik, som det havde arvet fra monarkiet. På grund af denne taktik blev en række oppositionsgrupper tvunget til at anvende vold for at nyde magtens frugter. Der er ikke mange nyere studier af denne periode i republikkens historie, som kaldes den 'gamle' republik. Alligevel bør man se på et essay af Vasco Pulido Valente (1997a), og det samme skete med et forsøg på at fastlægge den politiske, sociale og økonomiske kontekst, som blev gjort af M. Villaverde Cabral (1988).[kilde mangler]
Det republikanske parti betragtede udbruddet af 1. verdenskrig som en enestående mulighed for at nå en række mål: fjerne truslerne om en spansk invasion af Portugal og fremmed besættelse af de afrikanske kolonier og på kortere sigt, at skabe national enighed om regimet og endda om partiet. Disse indenlandske mål blev ikke opnået, da deltagelse i krigen ikke var genstand for en national enighed og derfor ikke tjente til mobilisering af befolkning. Tværtimod skete der det modsatte: de eksisterende brudflader af politisk og ideologisk karakter blev uddybet ved Portugals deltagelse i 1. verdenskrig. Den manglende konsensus om Portugals deltagelse i krigen muliggjorde i stedet fremkomsten af to diktaturer under ledelse af general Pimenta de Castro (januar–maj 1915) og Sidónio Pais (december 1917-december 1918).
Sidonismo, også kendt som Dezembrismo gav anledning til stor interesse blandt historikere, især som følge af de elementer af modernisme, som det indeholdt. António José Telo har tydeliggjort, hvorledes dette regime havde træk af de politiske løsninger, som blev opfundet af de totalitære og fascistiske diktaturer i 1920'erne og 1930'erne. Sidónio Pais forsøgte at redde nogle traditionelle værdier, først og fremmest fædrelandet Pátria, og forsøgte at regere på en karismatisk facon. Der blev taget skridt til at afskaffe de traditionelle politiske partier og ændre den eksisterende metode til national repræsentation i parlamentet (som, hævdedes det, uddybede splittelsen indenfor fædrelandet) ved at skabe et korporativt Senat, grundlæggelsen af en et-parti stat (det nationalrepublikanske parti), samt at tildele lederen en mobiliserende rolle. Staten skabte sig en rolle, hvor den greb ind i økonomien samtidig med at den undertrykte arbejderbevægelsen og venstreorienterede republikanere. Sidónio Pais forsøgte også at genskabe den offentlige ro og hele nogle af de sår, som var skabt i den nære fortid, og dermed gøre republikken mere acceptabel for monarkister og katolikker.
Magttomrummet, som opstod ved mordet på Sidónio Pais den 14. december 1918, førte landet ud i en kort borgerkrig. Genindførelsen af monarkiet blev udråbt i det nordlige Portugal den 19. januar 1919 og fire dage senere brød en monarkistisk opstand ud i Lissabon. En republikansk koalisionsregering under José Relvas, koordinerede kampen mod monarkisterne ved hjælp af loyale hærenheder og bevæbnede civile. Efter en række sammenstød blev monarkisterne endeligt fordrevet fra Oporto den 13. februar 1919. Denne militære sejr gjorde det muligt for det republikanske parti at vende tilbage til magten, vinde valget, som blev afholdt senere på året, og opnå absolut flertal.
Det var under denne genskabelse af den 'gamle' republik at der blev gennemført et reformforsøg med henblik på at give regimet større stabilitet. I august 1919 blev der valgt en konservativ præsident – António José de Almeida (hvis evolutionistiske parti under krigen var gået sammen med det republikanske og havde dannet en ufærdig hellig union) – og hans post fik tildelt magten til at opløse parlamentet. Forbindelserne til Vatikaner, som var blevet genetableret af Sidónio Pais blev opretholdt. Præsidenten brugte sin nye magt til at løse en regeringskrise i maj 1921 ved et udnævne en liberal regering (det liberale parti var resultatet af en sammenlægning efter krigen af evolutionisterne og unionisterne) der skulle forberede det kommende valg. Disse blev afholdt den 10. juli 1921, og blev vundet af, som det sædvanligvis var tilfældet, det regerende parti.
Den liberale regering holdt imidlertid ikke længe. Den 19. oktober blev der gennemført et militærkup under hvilket – og tilsyneladende i modstrid med kuppets ledere[kilde mangler] – en række fremtrædende konservative, heriblandt premierministeren António Granjo blev myrdet. Denne begivenhed, der blev kendt som 'blodets nat' efterlod et dybt sår i den politiske elite og i den offentlige mening. Det kunne ikke tydeligere demonstreres at republikkens institutioner var svage, og at regimet kun var demokratisk af navn, da det ikke indrømmede muligheden for et magtskifte, som var karakteristisk ved de elitære regimer i det 19. århundrede.
Et nyvalg den 29. januar 1922 blev indledningen til en ny stabil periode. Det republikanske parti fik igen absolut flertal. Utilfredsheden med denne situation var imidlertid ikke forsvundet. Talrige beskyldninger om korruption og den tydeligvis manglende evne til at løse presserende sociale problemer sled på de mere synlige ledere af det republikanske parti samtidig med, at det gjorde oppositionens angreb mere farlige. Samtidig led alle partier i stigende grad af indre splittelse, især det republikanske parti. Partisystemet var splittet og diskrediteret. Dette ses tydeligt af det faktum at jævnlige valgsejre til det republikanske parti ikke førte til stabile regeringer. I perioden mellem 1910 og 1926 var der 45 regeringer. Præsidenternes modstand mod et-parti regeringer, intern uenighed i det republikanske parti, partiets næsten ikke-eksisterende interne disciplin og dets ønske om at samle og lede alle republikanske styrker gjorde opgaven umulig for næsten enhver regering.[kilde mangler] Mange forskellige metoder blev forsøgt, heriblandt et-parti regeringer, koalitioner og regeringer bestående af ministre udvalgt af præsidenten, men intet lykkedes. Magtanvendelse var tydeligvis den eneste mulighed for oppositionen, hvis det republikanske parti ønskede at nyde magtens frugter.
I midten af 1920'erne begyndte man i ind- og udland at pege på en anden autoritær løsning, hvorved en stærk udøvende magt kunne genskabe politisk og social orden. Da oppositionens vej til magten var blokeret på forskellig vis af det republikanske parti vendte den sig i stedet mod hæren for at finde støtte. Den politiske opmærksomhed på de væbnede styrker var vokset under krigen, og mange af dens ledere havde ikke tilgivet det republikanske parti for at have sendt den ud i en krig, som den ikke ønskede at udkæmpe. For konservative kræfter syntes den at repræsentere den sidste skanse af orden imod det kaos som spredte sig ud over landet. Der blev skabt forbindelser mellem konservative personer og militærofficerer, som tilføjede deres egne politiske og korporative krav til en allerede kompleks ligning. Kuppet den 28. maj 1926 havde støtte fra de fleste hærenheder og endda de fleste politiske partier.[kilde mangler] I modsætning til december 1917 gik befolkningen i Lissabon ikke på barrikaderne for at forsvare republikken, og efterlod den hermed til hærens nåde. Der er ikke mange samlede og opdaterede studier af denne turbulente tredje fase i republikkens eksistens. Trods det er der skrevet meget om regimets krise og fald og 28. maj bevægelsen. Den første republik fortsætter med at være genstand for en intens debat. En nylig historiografisk balance udarbejdet af Armando Malheiro da Silva (2000,) udgør en god introduktion til denne debat[kilde mangler]. Der kan identificeres tre hovedfortolkninger. For nogle historikere var den første republik progressiv og i stigende grad demokratisk[kilde mangler]. For andre var den grundlæggende en fortsættelse af de liberale og elitære regimer i det 19. århundrede[kilde mangler]. En tredje gruppe vælger at sætte fokus på regimets revolutionære, jakobinske og diktatoriske natur.[kilde mangler]

## Estado Novo
Politisk kaos, strejker, dårlige forbindelser til kirken og betydelige økonomiske problemer, som var blevet kraftigt forværret af den katastrofale portugisiske deltagelse i 1. verdenskrig førte til militærkuppet den 28. maj 1926. Dette kup blev grundlaget for den 2. republik, der blev til Estado Novo i 1933, anført af António de Oliveira Salazar, som omskabte Portugal til en halvfascistisk stat. Dette udviklede sig senere til en slags et-parti korporativt regime. I 1961 var den portugisiske hær involveret i en væbnet aktion i kolonien Goa mod en indisk invasion. (Se Operation Vijay). Det førte til et ydmygende portugisisk nederlag og tabet af kolonierne i Indien. Uafhængighedsbevægelser sprang op i Angola, Mozambique og Guinea. Dermed var den portugisiske kolonikrig i gang. I denne periode var Portugal aldrig internationalt isoleret og var en af grundlæggerne af North Atlantic Treaty Organization (NATO), the Organisation for Economic Cooperation and Development (OECD) og European Free Trade Association (EFTA).
Efter Salazars død i 1970 betød udskiftningen med Marcelo Caetano et vist håb om at regimet ville åbne sig – det marceliske forår – primavera marcelista[kilde mangler]; men kolonikrigen i Afrika fortsatte, politiske fanger forblev fængslede, foreningsfriheden blev ikke genindført, censuren blev kun lempet en smule og valgene forblev med at være omhyggeligt styret. Regimet beholdt sine karakteristiske træk: censur, korporatisme med en markedsøkonomi domineret af en håndfuld aktører, fortsat overvågning og intimidering af adskillige sektorer af samfundet gennem anvendelse af et politisk politi og teknikker, som spredte frygt (såsom tilfældige fængslinger, systematisk politisk forfølgelse og endda snigmord på regimets modstandere).[kilde mangler]

## Den tredje republik
Nellikerevolutionen i 1974 var et praktisk taget ublodigt venstreorienteret militærkup[kilde mangler], som førte til den tredje republik. Der blev gennemført brede demokratiske reformer. I 1975 gav Portugal uafhængighed til sine oversøiske provinser (Províncias Ultramarinas i Afrika (Mozambique, Angola, Guinea-Bissau, Kap Verde og São Tomé og Príncipe). Næsten 1 million portugisiske borgere eller personer af portugisisk afstamning forlod disse tidligere kolonier som flygtninge. Samme år invaderede og annekterede Indonesien den portugisiske provins Østtimor i Asien inden den blev selvstændig. Den massive udvandring af portugisisk militær og civile fra Angola og Mozambique førte til en periode med kaos og massive ødelæggelser i disse områder efter uafhængigheden fra Portugal i 1975. Fra maj 1974 indtil slutningen af 1970'erne forlod over 1 mio. portugisiske borgere fra Portugals afrikanske områder (fortrinsvis fra Angola og Mozambique) disse områder som fattige flygtninge – retornados. De nu uafhængige lande blev hjemsøgt af brutale borgerkrige i de følgende årtier – den angolanske borgerkrig (1975–2002) og den mozambiske borgerkrig (1977–1992) – medførte millioner af døde og flygtninge. Den asiatiske besiddelse Macau blev efter en aftale i 1986 overdraget til Folkerepublikken Kina i 1999. Portugal anvendte internationalt pres for at opnå Østtimors uafhængighed fra Indonesien, da Østtimor stadig juridisk var en portugisisk besiddelse og anerkendt som sådan af FN. Ved en folkeafstemning i 1999 stemte Østtimor for selvstændighed, og Portugal anerkendte dets uafhængighed i 2002.[kilde mangler]
Koloniernes uafhængighed i 1975-76 betød afslutningen på det 560 år lange portugisiske imperium. Samtidig sluttede 15 års krig og mange portugisere vendte tilbage fra kolonierne og kom til at udgøre en betydelig del af befolkningen. Dette åbnede nye veje for landets fremtid netop som andre var blevet lukket. I 1986 kom Portugal ind i EU og forlod samtidig EFTA. Landet blev medlem af ØMU'en og fik euroen som valuta i 1999.

## Eksterne kilder
- Wikimedia Commons har flere filer relateret til Portugals historie
- Wikimedia Atlas: Portugals historie – geografiske og historiske kort
- Portugal Chronology World History Database Arkiveret 15. februar 2006 hos  Wayback Machine
- Portugals historie: primære kilder